# Angela Ahrendts
Angela Ahrendts, DBE (New Palestine, 12 de junho de 1960) é uma empresária estadunidense e vice-presidente sênior de varejo da Apple Inc. Ela foi CEO da Burberry de 2006 a 2014. Ahrendts deixou a Burberry para se juntar à Apple em 2014. Ela foi eleita pela Forbes a 13ª mulher mais poderosa do mundo em 2018.